# Megaerops
Megaerops é um gênero de morcegos da família Pteropodidae.

## Espécies
- Megaerops ecaudatus (Temminck, 1837)
- Megaerops kusnotoi Hill e Boedi, 1978
- Megaerops niphanae Yenbutra e Felten, 1983
- Megaerops wetmorei Taylor, 1934